# Jean Vallier (critique de cinéma)
Pour les articles homonymes, voir Vallier et Jean Vallier.
Jean Vallier, né le 23 décembre 1932, est un biographe, critique de cinéma français, ayant fait carrière dans les relations culturelles.

## Biographie
Après des études universitaires à Grenoble et Aix-en-Provence, Jean Vallier quitte la France pour les États-Unis. Il crée, à New York, en 1962, un ciné-club, et devient critique de cinéma pour France-Amérique.
Par la suite, il est successivement directeur de l’Alliance française de New York, président-directeur général de TéléFrance-USA (chaîne française câblée), directeur du French Institute/Alliance Française et président de FACE (French American Cultural Exchange), une fondation franco-américaine pour les échanges culturels et artistiques.
Jean Vallier rencontre Marguerite Duras en 1969, avec qui il tisse des rapports amicaux et professionnels, et à laquelle il consacre une biographie en deux volumes, chez Fayard, et un ouvrage illustré, chez Textuel.

## Œuvres
- Marguerite Duras : la vie comme un roman[5], album, éditions Textuel, 2006, 191 p.  (ISBN 2845971583)
- C'était Marguerite Duras[6],[7],[8],[9]
  - Tome I : 1914-1945, Fayard, 2006, 701 p.  (ISBN 221362884X)
  - Tome II : 1946-1996, Fayard, 2010, 966 p.  (ISBN 9782213643472)
    - rééd. Le Livre de poche, coll. « Photothèque », 2014, 1568 p.  (ISBN 9782253088639)